# Escuque
Escuque è un comune del Venezuela situato nello Stato di Trujillo.
Il capoluogo del comune è la città di Escuque.